# Gerhausen
Gerhausen ist ein Stadtteil von Blaubeuren im Alb-Donau-Kreis in Baden-Württemberg.

## Geographie und Verkehr
Das Dorf liegt circa einen Kilometer südöstlich von Blaubeuren im Tal der es auf wenig über 500 m ü. NHN in geteiltem Lauf durchfließenden Blau. Die Höhen zu beiden Seiten sind bewaldet und reichen teils bis 670 m ü. NHN. Gerhausen wird von der Bundesstraße 28 durchquert; die Bahnstrecke Ulm–Sigmaringen hat hier einen Haltepunkt. Beide Verkehrswege nutzen die Talachse.

## Geschichte
Gerhausen wird erstmals 1092 überliefert. 1092 wird ein Graf Hartmann von Gerhausen erwähnt, er war vielleicht der Erbauer der Burg Hohengerhausen. Diese kam von seinen Erben, den Pfalzgrafen von Tübingen, 1267 im Erbgang an die Grafen von Helfenstein und diente später deren nach der Burg benannten Vögten als Wohnsitz. Wie Blaubeuren wurde die Burg 1303 österreichisches Lehen und 1447 an Württemberg verkauft. 1768 wurde die Burg auf Abbruch verkauft. Anteile am Ort hatten im 13. Jahrhundert die Markgrafen von Burgau, im 14. Jahrhundert die von Grafenegg, von Ockenhausen und die von Nenningen als Lehensleute der Herren von Gundelfingen. Zu Beginn des 15. Jahrhunderts kam der größte Teil wieder an Helfenstein und 1447 an Württemberg. 1934 wurde Gerhausen in Blaubeuren eingemeindet.

## Sehenswürdigkeiten
- Pfarrkirche
- Jurafenster (Geologischer Aufschluss)  Das Jurafenster Gerhausen ist seit Juni 2019 als bedeutendes Geotop und Geopoint des UNESCO Geopark Schwäbische Alb ausgezeichnet.